# Robert Cabrera
Robert Cabrera (n. Guayaquil, Ecuador; 25 de abril de 1997) es un árbitro de fútbol ecuatoriano. Es árbitro internacional FIFA desde 2024.

## Biografía
Robert Cabrera es un árbitro ecuatoriano que nació en la ciudad de Guayaquil, debutó en el año 2021 y es internacional FIFA desde 2024 como juez central y árbitro VAR, sus inicios en el arbitraje van desde 2020 en categorías inferiores, torneos amateur y torneos de Segunda Categoría, ya en la temporada 2021 a la Primera Categoría B del Campeonato Ecuatoriano de Fútbol dirigió un partido siendo su debut.
Uno de los partidos más relevantes donde estuvo presente fue la final única de la Segunda Categoría de Ecuador 2020 entre Guayaquil Sport vs. Cumbayá, fue designado como el cuarto árbitro.
Desde el año 2023 viene siendo juez central en la máxima categoría del fútbol ecuatoriano, tanto en el torneo nacional como en la Copa Ecuador.
El 25 de noviembre de 2023 estuvo involucrado en un incidente con el jugador Lucas Mancinelli durante el partido entre Deportivo Cuenca y El Nacional, sufrió un golpe y tuvo que ser retirado en ambulancia.

## Trayectoria
En el plano nacional debutó como árbitro central en el año 2021 dentro de la Serie B el 25 de marzo de ese año en el partido entre Atlético Santo Domingo vs. América de Quito, partido disputado en la ciudad de Santo Domingo.
| 25 de marzo de 2021 | Atlético Santo Domingo | 1:1 (0:0) | América de Quito | Estadio Olímpico, Santo Domingo                         |                                                         |
| 15:30 (UTC-5)       | Velaña 51'             | Reporte   | Cuesta 55'       | Asistencia: Sin espectadores Árbitro(s): Robert Cabrera | Asistencia: Sin espectadores Árbitro(s): Robert Cabrera |

Su debut en la Serie A de Ecuador fue en 2023, en el partido entre Cumbayá vs. Independiente del Valle del 6 de marzo, el encuentro se jugó en Quito, válido por la Fecha 2 de la Fase 1.
| 6 de marzo de 2023 | Cumbayá     | 1:0 (1:0)                         | Independiente del Valle | Estadio Olímpico Atahualpa, Quito                                               |                                                                                 |
| 19:00 (UTC-5)      | Maziero 36' | LigaPro Reporte Soccerway Reporte |                         | Asistencia: 357 espectadores Árbitro(s): Robert Cabrera VAR: Guillermo Guerrero | Asistencia: 357 espectadores Árbitro(s): Robert Cabrera VAR: Guillermo Guerrero |

A nivel internacional en torneos Conmebol tendrá su debut en la temporada 2024.